# Thanássis Rentzís
Thanássis Rentzís (grec moderne : Θανάσης Ρεντζής), né le 29 mars 1947 à Aigion est un réalisateur, scénariste et producteur de films et de télévision grec. Il est un des principaux créateurs de films expérimentaux de ce pays.

## Biographie
Après des études de réalisation, commencées dès ses seize ans, à Athènes, il suivit des séminaires de sémantique à l'EHESS à Paris.
En 1968, il fonda un groupe interdisciplinaire de recherches (Gouvernement, nouveaux media et cinéma) avec Fotis Karamitsos, Stavros Poulakis et Thanassis Kastaniotis. En 1970, avec Dimitris Spentzos, il mit en place le Centre du film expérimental.
Il a dirigé la Fédération Européenne des Réalisateurs de l'Audiovisuel. De 1988 à 1990, il fut directeur des programmes de ET1.

## Filmographie
- 1973 Noir-Blanc
- 1975 Bio-graphia
- 1979 Corpus
- 1981 Ange électrique (Ηλεκτρικός άγγελος)
- 1985-1986 : Typographie grecque (série de documentaires télé)
- 1991-1992 : Lexicorama (programme télévisé en collaboration avec l'université Aristote de Thessalonique
- 1998 Machines silencieuses (Σιωπηλές μηχανές)
- 2003 Ode à l'olive (Ο πολιτισμός της ελιάς) documentaire

## Récompenses
- Bio-graphia : Festival du cinéma grec 1975 : troisième meilleur film et prix du public et prix aux festivals de Bologne et de Rotterdam
- Corpus : Festival du cinéma grec 1979 : prix spécial pour la mise en scène et prix aux festivals de Varna et de Vérone
- Ange électrique : Festival du cinéma grec 1981 : prix spécial et meilleure musique